# Secció Esportiva Santa Eulàlia
La Secció Esportiva Santa Eulàlia (SESE) és una entitat esportiva fundada a Barcelona el 1952 i l'objectiu fonamental de la qual és la promoció esportiva dirigida a infants, joves, adults i gent gran. Les seves instal·lacions estan situades a la zona de Virrei Amat, dins de Nou Barris, però ben a prop d'Horta-Guinardó i de Sant Andreu. Es tracta del Pavelló Ramon Aldrufeu (o Municipal Virrei Amat). Actualment tenen 24 equips de bàsquet, 13 masculins i 11 femenins, des de nens i nenes de set anys, fins a adults de més de trenta, participant tots ells en diverses competicions federades; també disposen de tres equips de voleibol i un de gimnàstica rítmica.
La filosofia de l'entitat defensa els valors educatius i saludables que una pràctica esportiva ben dirigida comporta pels practicants, independentment de l'edat que es tingui. El 1998 van rebre la Medalla d'Honor de Barcelona.